# Francis Philip Fleming
Francis Philip Fleming (Jacksonville, 28 settembre 1841 – Jacksonville, 20 dicembre 1908) è stato un politico statunitense. Fu il 15º governatore della Florida dal 1889 al 1893. Partecipò alla guerra civile americana nell'esercito confederato con il grado di capitano.